# Euphyia glauca
Euphyia glauca är en fjärilsart som beskrevs av Paul Dognin 1911. Euphyia glauca ingår i släktet Euphyia och familjen mätare. Inga underarter finns listade i Catalogue of Life.